# Montenegrinisch-orthodoxe Kirche

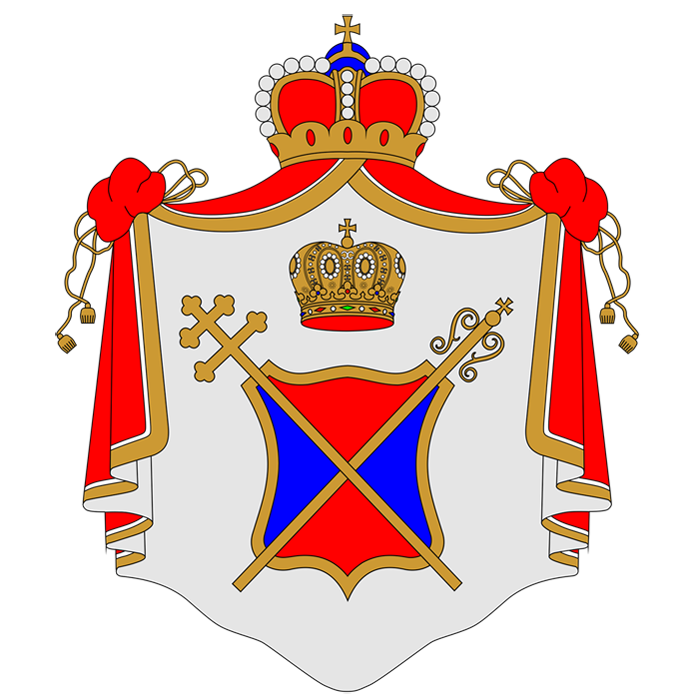
Emblem der Montenegrinisch-Orthodoxen-Kirche

Die Montenegrinisch-Orthodoxe Kirche (montenegrinisch Црногорска православна црква Crnogorska pravoslavna crkva) ist nach eigener Sichtweise eine autokephale orthodoxe Kirche auf dem Gebiet Montenegros. Ihre Autokephalie wird von den übrigen orthodoxen Kirchen nicht anerkannt, ihre Kanonizität ist deshalb strittig.

## Zwei konkurrierende orthodoxe Kirchen in Montenegro
Die montenegrinisch-orthodoxe Kirche beruft sich in ihrer Existenz auf das Erzbistum von Cetinje, das sich 1920 mit der Metropolie von Belgrad, der Metropolie von Sremski Karlovci, der Metropolie von Bosnien-Herzegowina und der Metropolie von Dalmatien zur serbisch-orthodoxen Kirche vereinigte und heute als Erzbistum innerhalb der serbisch-orthodoxen Kirche besteht.
Somit gibt es zwei orthodoxe Kirchen in Montenegro:
- das von den übrigen orthodoxen Kirchen anerkannte Erzbistum von Montenegro und den Küstenländern innerhalb der serbisch-orthodoxen Kirche, welches die meisten Kirchengebäude und Klöster Montenegros innehat
- die 1993 gegründete, von den übrigen orthodoxen Kirche nicht anerkannte, unabhängige montenegrinisch-orthodoxe Kirche.

Beide beanspruchen, die legitime orthodoxe Kirche für Montenegro zu sein.
Nach der Auffassung der Anhänger der unabhängigen montenegrinisch-orthodoxen Kirche wurde das selbständige Erzbistum von Cetinje 1920 von der serbisch-orthodoxen Kirche annektiert. 1993, mit der Gründung dieser Kirche, sei das Erzbistum von Cetinje erneuert worden.
Im Verständnis der serbisch-orthodoxen Kirche, das auch die übrigen orthodoxen Kirchen teilen, ist die unabhängige montenegrinisch-orthodoxe Kirche ein politisches Instrument der Befürworter der – im Jahre 2006 verwirklichten – staatlichen Unabhängigkeit Montenegros.

## Geschichte

### Im Mittelalter und im Osmanischen Reich
Eine orthodoxe Kirche für das heutige Montenegro wurde als Bistum und Eparchie Zeta innerhalb des Erzbistums von Serbien 1219 durch Sava von Serbien gegründet. In der Orthodoxen Kirche bestehen Landeskirchen aus lokalen Kirchen, den Eparchien, die innerhalb ihres Zuständigkeitsbereiches wiederum selbständig sind. 1346 wurde das Bistum von Zeta vom serbischen Zaren Stefan Dušan in den Rang einer Metropolie erhoben, das serbische Erzbistum wurde Patriarchat.
Mit dem Vordringen der Osmanen in Südosteuropa und der Eroberung Serbiens 1459 konnte die lokale Herrscherfamilie der Crnojević um Cetinje eine halbwegs selbständige Herrschaft errichten. Damit wurde der Grundstein für das spätere Montenegro gelegt. Mit der Eroberung Serbiens durch die Osmanen erlosch auch die Selbständigkeit des serbischen Patriarchats, es wurde dem Erzbistum von Ohrid angegliedert. Die Metropolie von Zeta konnte jedoch ihre Autonomie bewahren, welche vom ökumenischen Patriarchen in Konstantinopel anerkannt wurde. 1483 verlegte der Metropolit von Zeta seinen Sitz aus dem damals venezianischen Bar nach Cetinje. Romilo I. nannte sich 1504 erstmals auch Metropolit von Montenegro und der Küste (neben dem Titel von Zeta).
1557 wurde mit Erlaubnis der Osmanen das serbische Patriarchat erneuert, die Metropolie von Zeta, die sich zu dieser Zeit immer mehr als Metropolie von Montenegro oder Metropolie von Cetinje bezeichnete, wurde Teil des serbischen Patriarchats. 1766 wurde das serbische Patriarchat von den Osmanen ein zweites Mal aufgehoben und erneut dem Erzbistum von Ohrid angegliedert. Die Eparchien des serbischen Patriarchats, die sich außerhalb des osmanischen Herrschaftsgebietes befanden, wehrten sich gegen diese Verordnung. Damit entstand die selbständige Metropolie von Sremski Karlovci im damaligen Ungarn und die von Cetinje in Montenegro. Beide Metropolien beanspruchten dabei, der rechtmäßige Nachfolger des serbischen Patriarchats zu sein, und beiden Metropolien wurde die Autokephalie durch den ökumenischen Patriarchen von Konstantinopel und dem von Moskau zuerkannt.
Montenegro selbst konnte Ende des 17. Jahrhunderts unter der Führung der Metropoliten von Cetinje die osmanische Herrschaft abwerfen. Die osmanische Herrschaft war in den kargen Bergen um Cetinje niemals stark präsent, und neue politische Verhältnisse ermöglichten eine faktische Unabhängigkeit Montenegros, das formell aber weiterhin Teil des Osmanischen Reiches blieb. Es entstand ein Fürstbistum unter den Petrović-Njegoš, die als Metropoliten von Montenegro bis zum 19. Jahrhundert sowohl die religiösen als auch die weltlichen Angelegenheiten des Landes leiteten. 1851 wurde die Theokratie in Montenegro aufgehoben und das Land zu einem weltlichen Fürstentum. Die Metropolie von Cetinje blieb Staatskirche.

### Im unabhängigen Montenegro 1878–1918
1878 wurde Montenegro auf dem Berliner Kongress auch völkerrechtlich die Souveränität zugebilligt. 1910 wurde es unter Nikola I. zum Königreich ausgerufen. Die Metropolie von Cetinje wurde in den Rang eines Erzbistums erhoben und in ihrer Autokephalie von der orthodoxen Weltkirche bestätigt. In den Balkankriegen 1912 und 1913 erweiterte Montenegro sein Staatsgebiet; das Erzbistum von Cetinje erhielt zwei neue Bistümer. König Nikola I. betrieb eine Politik der Einigung aller serbischen Länder, wollte aber zugleich auch die Selbständigkeit Montenegros wahren. Obwohl großserbisch gesinnt, lehnte er eine Vorherrschaft Belgrads ab. In diesem Sinne beanspruchte er das serbische Patriarchat für das Erzbistum von Cetinje, da sich unter der Jurisdiktion von Cetinje ab 1912 auch das Bistum Peć befand, das bis 1766 der Sitz des serbischen Patriarchats gewesen war.

### In Jugoslawien
1918, bei der Vereinigung Montenegros und Serbiens im SHS-Staat (später Jugoslawien), wurde auch die montenegrinische Kirche in die serbisch-orthodoxe Kirche eingebunden. Die Vereinigung geschah nach einigen Meinungen nicht ganz freiwillig. So soll, zumindest nach den Befürwortern einer Unabhängigkeit der montenegrinisch-orthodoxe Kirche, der Erzbischof von Cetinje ein Anhänger der entthronten montenegrinischen Dynastie gewesen sein und wenig von der Vereinigung gehalten haben (wiewohl er Ansprüche auf den Patriarchenthron von Peć, dem ehemaligen Sitz der serbischen Orthodoxie, gestellt hatte). Erzbischof Mitrofan Ban soll demnach unter Androhung von Gewalt gezwungen gewesen sein, eine außerordentliche Versammlung des heiligen Synods der montenegrinischen Kirche einzuberufen, die der Vereinigung mit der serbisch-orthodoxen Kirche zustimmte.
Der heilige Synod von Konstantinopel dekretierte am 19. März 1920, dass die autokephalen Kirchen Serbiens, Montenegros, Karlovacs sowie zwei dalmatinische Bistümer neu zur vereinigten serbischen Kirche zusammengefasst werden. Am 28. September 1920 wurde der Metropolit von Belgrad, Dimitrije Pavlović, zum ersten Patriarchen der vereinigten serbischen Kirche erhoben.

### Unabhängigkeit
Im Zusammenhang mit dem Zerfall Jugoslawiens gab es in Montenegro bald Bestrebungen, die Verbindung zur serbischen Orthodoxie zu lösen und eine eigene Kirche wiederzuerrichten. Wie in der Frage der staatlichen Unabhängigkeit waren und sind die Montenegriner auch in Bezug auf diese kirchliche Angelegenheit gespalten. Der eine Teil will in der serbischen Kirche bleiben, der andere begann damit, die montenegrinische Autokephalie wiederzubeleben. Im Ergebnis einer breiten Bewegung, der sich Tausende Montenegriner anschlossen, wurde 1993 die montenegrinisch-orthodoxe Kirche wiederhergestellt. Ihr erstes Oberhaupt war der Metropolit Antonjie Abramović. 1998 wurde Mihailo Dedeić als Nachfolger Antonjies vom bulgarischen Gegenpatriarchen Pimen zum Metropoliten geweiht. Damit wurde ebenfalls die Zuständigkeit der serbisch-orthodoxen Kirche für Montenegro in Frage gestellt. Metropolit Mihailo forderte die Serbisch-orthodoxe Kirche im August 2000 auf, Montenegro zu verlassen; 2006 war er bereit, ihren Verbleib in Montenegro anzuerkennen unter der Bedingung, dass sie einerseits die Unabhängigkeit des Staats Montenegro anerkenne, und sich andererseits der Montenegrinisch-orthodoxen Kirche unterstelle.
Cetinje, die ehemalige Hauptstadt Montenegros, ist derzeit Amtssitz zweier Metropoliten: im Kloster Cetinje residiert der serbisch-orthodoxe Metropolit Joanikije II. Mićović; die Kapelle des heiligen Petar von Cetinje gilt als Bischofskirche des Metropoliten Mihailo Dedeić. Bisher konnten die Vertreter der montenegrinisch-orthodoxen Kirche nämlich keine große Kirche von den Serben zurückerlangen.
Die unabhängige montenegrinisch-orthodoxe Kirche betrachtet sich wie das Erzbistum von Montenegro innerhalb der serbisch-orthodoxen Kirche als die legitime orthodoxe Kirche für den Staat Montenegro. Das ökumenische Patriarchat in Konstantinopel und der russische Patriarch Alexej II. unterstützen dagegen den serbischen Standpunkt, dass die montenegrinisch-orthodoxe Kirche schismatisch sei. Wegen des Widerstands der serbischen Orthodoxie registrierte das montenegrinische Innenministerium die wiedererrichtete Kirche erst am 6. Januar 2000 offiziell als staatlich anerkannte Religionsgemeinschaft. Sie hatte bis dahin den rechtlichen Status eines Vereins. Ihre Legitimität bezog die Kirche daraus, dass es ihr gelang, einige Gottesdienste mit großen Besucherzahlen zu feiern. Beispielsweise nahmen an Weihnachten 1996 in Cetinje nur einige hundert Menschen an der Liturgie der Serbisch-orthodoxen Kirche teil, aber (je nach Schätzung) zwischen 6000 und 25.000 Menschen an der Liturgie der montenegrinisch-orthodoxen Kirche. beide Kirchen konkurrieren um Gläubige und Kirchengebäude; im Frühjahr 2007 eskalierte der Streit um die Benutzungsrechte von Kirchengebäuden in Cetinje zu Schlägereien.

## Gegenwart
Derzeit wird die unabhängige montenegrinisch-orthodoxe Kirche vom Erzbischof Mihailo geleitet, als Milaš Dedeić in Bosnien-Herzegowina geboren. Er war Priester des Ökumenischen Patriarchats von Konstantinopel und wurde von diesem laisiert. Klare Zahlen über ihre Gläubigen und Priester veröffentlicht die Kirche nicht. Die NGO Center for Democracy and Human Rights (CEDEM) schätzte 2020, dass etwa 10 Prozent der orthodoxen Einwohner Montenegros der unabhängigen Montenegrinisch-orthodoxen Kirche angehören und 90 Prozent der Serbisch-orthodoxen Kirche.
Allgemein gilt in der orthodoxen Weltkirche der Standpunkt, wonach die unabhängige montenegrinisch-orthodoxe Kirche politisch von den Befürwortern der montenegrinischen Eigenstaatlichkeit unterstützt wird, und sie wird weder als Kirche noch als Religionsgemeinschaft anerkannt. Hinzu kommt, dass die Priesterschaft sich aus vormals exkommunizierten oder ihres Priesteramtes enthobenen Mitgliedern zusammensetzt. Trotz alledem hat die montenegrinische Regierung unter Milo Đukanović die unabhängige montenegrinisch-orthodoxe Kirche als staatlich anerkannte Religionsgemeinschaft registriert und 50 der gesamt 650 orthodoxen Kirchen und Klöster der serbisch-orthodoxen Kirche enteignet und diese der Montenegrinisch-Orthodoxen Kirche zugeschlagen.
Finanzminister Igor Lukšić hat 16 Objekte wieder der serbisch-orthodoxen Kirche zurückgegeben.
Im Juni 2018 hat sich ein Teil des Klerus abgespalten und sich der ukrainisch-orthodoxen Kirche – Kiewer Patriarchat angeschlossen.